# Schiphorst
Schiphorst er en kommune i det nordlige Tyskland, beliggende i Amt Sandesneben-Nusse i den nordvestlige del af Kreis Herzogtum Lauenburg. Kreis Herzogtum Lauenburg ligger i delstaten Slesvig-Holsten.

## Geografi
Schiphorst ligger omkring 30 km nordøst for Hamborg, 20 km sydvest for Lübeck, 15 kilometer nordvest for Mölln og cirka 18 km vest for Ratzeburg.